# Unione Sindacale di Base
L'Unione Sindacale di Base (USB) è un sindacato italiano fondato a Roma il 23 maggio 2010.

## Storia
L'USB nasce dalla fusione tra SdL Intercategoriale e RdB (federata alla CUB). Con circa 250 000 iscritti provenienti dalle organizzazioni fondatrici, punta a diffondersi in tutti i settori del mondo del lavoro e in tutto il territorio nazionale con l'obiettivo di costruire un'alternativa di massa ai sindacati confederali.
Dal febbraio 2015 Pierpaolo Leonardi, dell'Esecutivo nazionale USB, è stato nominato Segretario del Sindacato mondiale del Pubblico impiego, aderente della Federazione Sindacale Mondiale.

## Organizzazione
L'USB ha una struttura confederale articolata sul territorio nazionale, essendo presente in gran parte delle regioni e delle province. L'organizzazione interna si basa in due macro-aree intercategoriali: il settore pubblico e quello privato. A livello internazionale è affiliata alla Federazione Sindacale Mondiale.
Il sindacato offre anche servizi fiscali, di patronato, uffici vertenze e legali, oltre ad avere vari sportelli per immigrati.

## Congressi nazionali
- Congresso fondativo - Roma, 21-23 maggio 2010 - Connetti le tue lotte!
- I Congresso nazionale - Montesilvano, 7-9 giugno 2013 - Rovesciare il tavolo - per un sindacato di classe, conflittuale, indipendente
- II Congresso nazionale - Tivoli, 9-11 giugno 2017 - Ridare identità al movimento dei lavoratori. Opporsi allo sfruttamento, al controllo, alla subordinazione
- III Congresso nazionale - Montesilvano, 18-20 novembre 2022 - La Forza dell'Unione[5]

## Federazioni di categoria
- USB Pubblico Impiego (PI): il sindacato dei lavoratori operanti negli enti pubblici.
- USB Lavoro Privato (LP): il sindacato dei lavoratori operanti nelle imprese private.

- USB Federazione del Sociale (FdS): il sindacato per il diritto alla casa, i pensionati, i lavoratori autonomi, indipendenti, occasionali, a prestazione, i disoccupati e gli studenti.[senza fonte]

## Associazioni collegate
AS.I.A. (Associazione Inquilini e Abitanti): associazione per il diritto alla casa.